# Pygophora apicalis
Pygophora apicalis är en tvåvingeart som beskrevs av Ignaz Rudolph Schiner 1868. Pygophora apicalis ingår i släktet Pygophora och familjen husflugor. Inga underarter finns listade i Catalogue of Life.